# Васильчиков, Михаил Васильевич
Михаил Васильевич Васильчиков (1917 — ?) — советский инженер-механик, лауреат Ленинской премии.

## Биография
Окончил Московский институт химического машиностроения (1941).
С 1946 года работал во Всесоюзном НИИ металлургического машиностроения (ВНИИММ), с 1957 г. начальник сектора новых методов прокатки.
Кандидат технических наук (1953), старший научный сотрудник (1957).
Ленинская премия 1966 года — за участие в создании нового процесса и комплекса оборудования для изготовления крупно-модульных зубчатых колёс.